# Форель великокрапкова
Форель великокрапкова (Salmo macrostigma) — вид променеперих риб родини Лососеві (Salmonidae). Інша назва — лосось магрибський. 

## Опис
Статевозрілою самиця стає при довжині тіла 18 см. Максимально сягає 60 см завдовжки.

## Поширення
Морський та прісноводний, бентопелагічний, прохідний, субтропічний вид. Є ендеміком Алжиру.

## Спосіб життя
Раціон складається, в основному, з пуголовків, комах і хвостатих амфібій.

## Охорона
На більшій частині ареалу стан природних популяцій виду залишається неясним. Але в окремих регіонах спостерігається тенденція до зниження чисельності популяції виду. Тому форель великокрапкова занесена до Директиви Європейського Союзу 92/43/ЄС «Про збереження природних оселищ та видів природної фауни і флори» (Додаток II. Види рослин і тварин, що становлять особливий інтерес для Європейського Союзу, збереження яких потребує створення територій особливої охорони).